# Devise scoute

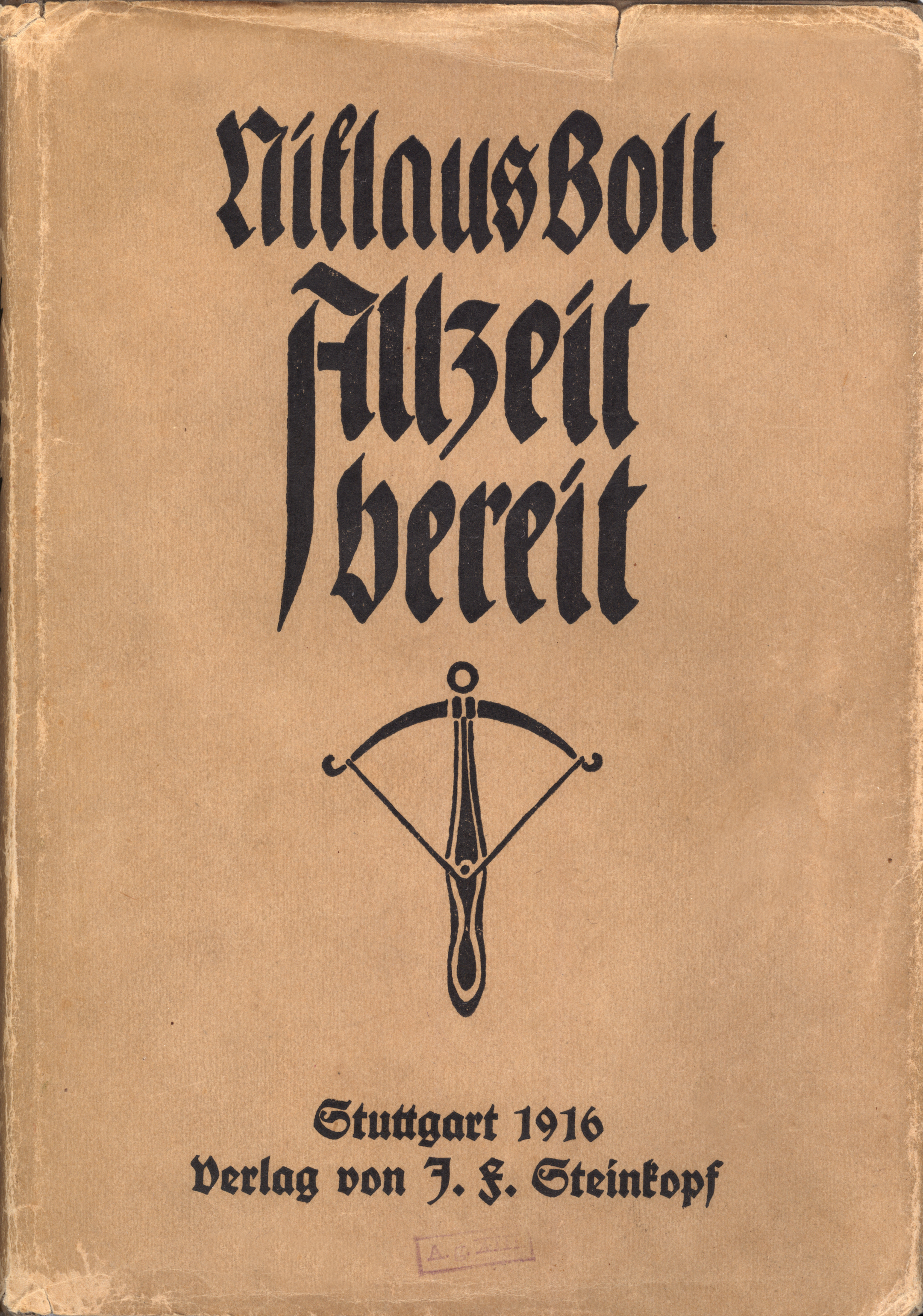
Livre scout suisse, Allzeit bereit (Toujours prêt), 1916

La devise scoute ou devise des scouts est une expression caractéristique des scouts depuis la création du scoutisme par Lord Baden-Powell en 1907 et déclinée dans les diverses langues. La plupart des associations membres de l'organisation mondiale du mouvement scout et de l'association mondiale des guides et éclaireuses la partagent, avec des variations de sens plus ou moins importantes.

## Origine
En français, cette devise est, le plus souvent Toujours prêt. En Angleterre, la traduction est Be Prepared, ce qui peut être aussi abrégé par BP, soit les initiales de Baden-Powell, ce qui n'est pas une coïncidence,.
Dans la troisième partie d'Éclaireurs, Robert Baden-Powell explique le sens de cette phrase : 
« The Scout Motto is: BE PREPARED which means you are always in a state of readiness in mind and body to do your DUTY.
- Be Prepared in Mind by having disciplined yourself to be obedient to every order, and also by having thought out beforehand any accident or situation that might occur, so that you know the right thing to do at the right moment, and are willing to do it.
- Be Prepared in Body by making yourself strong and active and able to do the right thing at the right moment, and do it[1]. »

On peut traduire cela par :

« La devise scoute est : SOIS PRÊT, ce qui signifie que tu es toujours en état d'agir, dans ton corps et dans ton esprit, pour faire ton DEVOIR.
- Sois Prêt dans ton Esprit par ta discipline personnelle et en étant obéissant à tout ordre, et en étant paré à toute éventualité potentiellement problématique, de sorte que tu saches quoi faire à quel moment, et fais-le s'il le faut.
- Sois Prêt dans ton Corps en te faisant fort et actif, en te rendant capable de faire la chose juste au bon moment, et fais-la s'il le faut. »

« Fais la chose juste au bon moment » est un propos qui peut être extrême. Baden-Powell donne l'exemple du contexte de guerre où l'Angleterre se trouvait, lors de la création du scoutisme :

- « BE PREPARED to die for your country if need be, so that when the moment arrives you may charge home with confidence, not caring whether you are going to be killed or not[3],[4] »
- « SOIS PRÊT à mourir pour ton pays si besoin est, de sorte que quand le moment arrivera, tu chargeras avec confiance, sans te soucier de si tu vas mourir ou non. »

- « Where a man has gone so far as to attempt suicide, a Scout should know what to do with him[5]. »
- « Quand un homme est allé aussi loin, qu'il a tenté de se suicider, un Scout doit savoir quoi faire avec lui. »

Le premier ouvrage destiné aux femmes scoutes, How Girls Can Help to Build Up the Empire, écrit en mai 1912 par Agnès Baden-Powell, explique lui aussi cette devise :

- « The motto of the Girl Guides is "Be Prepared". Why is this? It is because, like the other Guides, you have to be prepared at any moment to face difficulties and even dangers by knowing what to do and how to do it. »
- « La devise des Guides et Éclaireuses est « Sois prêt ». Pourquoi ? C'est parce que, comme les véritables guides, tu dois être prête, à tout moment, à faire face aux difficultés et aux dangers et tu dois savoir quoi faire et comment le faire[6],[7]. »

## Variations dans le monde
| Langue              | Pays | Devise des éclaireurs                                    | Devise des éclaireuses                               | Variante | Signification (si autre que Be Prepared (Sois Prêt))   | Prononciation                                                          |
| Afrikaans           | Namibie, Afrique du Sud | Wees geréed!                                             |                                                      | |                                                        |                                                                        |
| Albanais            | Albanie | Ji Gati                                                  |                                                      | Pergatitu | Toujours prêt                                          |                                                                        |
| Amharique           | Éthiopie | ዝግጁ                                                      |                                                      | | Prêt                                                   | Modèle:IPA-am                                                          |
| Arabe               | Algérie, Arabie saoudite, Bahreïn, Égypte, Émirats arabes unis, Irak, Koweït, Liban, Maroc, Mauritanie, Oman, Palestine, Qatar, Sahara occidental, Soudan, Tunisie, Yémen | كُن مستعداً                                                |                                                      | en Jordanie, Libye, et Syrie و أعدوا; |                                                        | kun mustʌʕidʌn                                                         |
| Arménien            | Arménie | Միշտ պատրաստ                                             |                                                      | Partsratsir Partsratsour | Toujours prêt, Élèves-toi et les autres avec toi       | Misht Badrast                                                          |
| Azeri               | Azerbaïdjan | Daima Hazır                                              |                                                      | |                                                        |                                                                        |
| Biélorusse          | Biélorussie | Напагатове!                                              |                                                      | Будзь гатоў!, Будь готов! |                                                        | Napahatove, Budz' Hatoǔ                                                |
| Bengali             | Bangladesh | সেবার জন্য সদা প্রস্তুত থাকতে যথাসাধ্য চেষ্টা করা                        | সদা প্রস্তুত                                             | | Fais de ton mieux pour être prêt à servir              | Sebar jannoa sada prastut thakte jathasadhya chesta kara; Sada prastut |
| Bislama             | Vanuatu | Rerem                                                    |                                                      | | Prépare-toi                                            |                                                                        |
| Bosnien             | Bosnie-Herzégovine | Буди спреман!'                                           |                                                      | |                                                        | Budi Spreman                                                           |
| Bulgare             | Bulgarie | Бъди Готов                                               | Бъди Готова                                          | |                                                        | Bădi gotov                                                             |
| Birmanie            | Birman | (my) အဆင်သင့်                                               |                                                      | | Tous Toujours prêt                                     | A-sin-thint                                                            |
| Cantonais           | Hong Kong, Macao | 準備                                                     |                                                      | | Prépare-toi                                            | Joen bey                                                               |
| Catalan             | Andorre, Catalogne, Baléares, Valence | Sempre a punt                                            |                                                      | | Toujours prêt                                          |                                                                        |
| Chavacano           | Philippines | Pirmi Alisto!                                            |                                                      | | Toujours préparé !                                     |                                                                        |
| Chichewa            | Malawi | Konzekerani                                              |                                                      | |                                                        |                                                                        |
| Maori des îles Cook | Îles Cook |                                                          | Kia vai teateamamao!                                 | |                                                        |                                                                        |
| Croate              | Croatie | Budi Pripravan!                                          |                                                      | Uvijek spreman! |                                                        |                                                                        |
| Tchèque             | République tchèque | Buď připraven                                            | Buď připravena                                       | |                                                        |                                                                        |
| Danois              | Danemark | Vær beredt!                                              |                                                      | Værn og tjen! | Protéger et Servir                                     |                                                                        |
| Divehi              | Maldives | އަބަދުވެސް ތައްޔާރްށް                                              |                                                      | |                                                        | Abadhuves Thayyarah                                                    |
| Néerlandais         | Belgique, Pays-Bas, Surinam | Wees Paraat!                                             |                                                      | Steeds bereid! en Belgique, Wees Bereid! aux Pays-Bas, Weest Paraat! au Surinam                                                                     |                                                        |                                                                        |
| Dzongkha            | Bhoutan | གྲ་འགྲིག་འབད་                                               |                                                      | |                                                        | Dra drig Bay                                                           |
| Anglais             | Australie, Bahamas, Barbade, Bélize, Canada, Dominique, Gambie, Ghana, Grenade, Guyana, Jamaïque, Liberia, Namibie, Nigeria, Saint-Christophe-et-Niévès, Sainte-Lucie, Saint-Vincent-et-les-Grenadines, Sierra Leone, Îles Salomon, Afrique du Sud, Trinité-et-Tobago, Royaume-Uni, États-Unis, Zambie, Zimbabwe               | Be Prepared                                              | Sois prêt                                            | |                                                        |                                                                        |
| Espéranto           | (Ligue des scouts espérantophones) | Estu preta                                               |                                                      | |                                                        |                                                                        |
| Estonien            | Estonie | Ole valmis!                                              |                                                      | |                                                        |                                                                        |
| Féroïen             | Îles Féroé | Ver til reiðar                                           |                                                      | |                                                        |                                                                        |
| Fidjien             | Fidji | Tu Vakarau, Meda Tu Vakarau, or Tu Vakarau ena Vei Gauna |                                                      | |                                                        |                                                                        |
| Philippin           | Philippines |                                                          |                                                      | | Laging Handa!                                          |                                                                        |
| Finnois             | Finlande | Ole valmis!                                              |                                                      | Var redo! |                                                        |                                                                        |
| Français            | Belgique, Bénin, Burkina Faso, Burundi, Cameroun, Canada, République centrafricaine, Tchad, République démocratique du Congo, Côte d'Ivoire, République du Congo, Guinée équatoriale, France, Gabon, Guinée, Haïti, Madagascar, Mali, Mauritanie, Monaco, Maroc, Nouvelle-Calédonie, Rwanda, Seychelles, Suisse, Togo, Tunisie | Toujours Prêt!                                           | Toujours Prête!                                      | Prêt(e) à servir au Burkina Faso; Être Prêt(e) à Haiti et au Liban; Toujours tout droit au Sénégal                                                  |                                                        |                                                                        |
| Gilbertin           | Kiribati | Mena tauraoi                                             |                                                      | |                                                        |                                                                        |
| Géorgien            | Géorgie | იყავი მზად                                               |                                                      | |                                                        | ikavi mzad                                                             |
| Allemand            | Autriche, Allemagne, Liechtenstein, Namibie, Suisse | Allzeit bereit!                                          |                                                      | Seid bereit! en Namibie | Toujours prêt, Soyez prêts en Namibie                  | [ˈal.tsaɪt bəˈʁaɪt]                                                    |
| Grec                | Chypre, Grèce | Έσo έτοιμος!                                             | Ésso étimi!                                          | |                                                        | Ésso étimos                                                            |
| Hawaïen             | Hawaï | Hoʻomākaukau!                                            |                                                      | |                                                        |                                                                        |
| Hébreu              | Israël | היה נכון                                                 |                                                      | |                                                        | heye nachon                                                            |
| Hindi               | Inde | तैयार                                                      |                                                      | | Toujours prêt                                          | Taiyar                                                                 |
| Hongrois            | Hongrie | Légy Résen!                                              |                                                      | Jó Munkát! | Sois attentif                                          |                                                                        |
| Islandais           | Islande | Ávallt viðbúinn!                                         |                                                      | | Toujours prêt                                          |                                                                        |
| Indonésien          | Indonésie | Sentiasa Bersedia                                        |                                                      | |                                                        |                                                                        |
| Interlingua         | | Sempre Preste                                            |                                                      | |                                                        |                                                                        |
| Irlandais           | Irlande | Bí ullamh!                                               |                                                      | |                                                        |                                                                        |
| Italien             | Italie, Saint Marin, Suisse | Sii Preparato!                                           | Sii Preparata!                                       | |                                                        |                                                                        |
| Japonais            | Japon | そなえよつねに                                           |                                                      | | Être toujours prêt                                     | Sonae-yo tsuneni                                                       |
| Kazakh              | Kazakhstan | Дайын бол!                                               |                                                      | Будь готов! |                                                        | Dayyin Bol                                                             |
| Kinyarwanda         | Rwanda | Ube Maso!                                                |                                                      | |                                                        |                                                                        |
| Kirundi             | Burundi | Ube Maso                                                 |                                                      | |                                                        |                                                                        |
| Coréen              | Corée du Sud | 준비                                                     |                                                      | | Préparation                                            | Junbi                                                                  |
| Kirghize            | Kirghizistan | Даяр Бол                                                 |                                                      | Будь готов |                                                        | Dayar Bol                                                              |
| Khmer               | Cambodge | ត្រៀមខ្លួន                                                   | ត្រៀមខ្លួន                                               | |                                                        | Triam Kloun                                                            |
| Laotien             | Laos | ຕຣຽມພຣ້ອມ                                                 |                                                      | | Preparé                                                | Modèle:IPA-lo                                                          |
| Latin               | | Este paratus                                             | Este parata                                          | Estote Parati utilisé en Italy |                                                        |                                                                        |
| Letton              | Lettonie | Esi Modrs!; response Arvien Modrs!, Always Watchful!     | Esi Modra!; response Arvien Modra!, Always Watchful! | | Sois attentif                                          |                                                                        |
| Lituanien           | Lituanie | Budėk!; réponse Vis budžiu!                              |                                                      | |                                                        |                                                                        |
| Luxembourgeois      | Luxembourg | Ëmmer bereet!                                            |                                                      | Trei zum Land! | Loyal à la patrie                                      |                                                                        |
| Macédonien          | Macédoine | Биди Подготвен'                                          |                                                      | |                                                        | Bidi Podgotven                                                         |
| Malagasy            | Madagascar | Vonona hatrany hatrany!                                  |                                                      | | Toujours Prêt                                          | Vounoun Hatrani Hatrani                                                |
| Malais              | Brunei, Malaisie, Singapour | Selalu Bersedia!                                         | Selalu Sedia!                                        | Sentiasa Bersedia/Sedia! wn Malaisie |                                                        |                                                                        |
| Maltais             | Malte | Kun lest!                                                | Kun lesta!                                           | |                                                        |                                                                        |
| Mandarin            | Chine, Taïwan | 準備                                                     | 準備                                                 | | Prépare-toi                                            | zhǔnbèi                                                                |
| Mongol              | Mongolie | Хэзээд бэлхэн!                                           | Бэлэн бол!                                           | | Devient prêt, Je suis prêt pour toujours               | Belen Bol, Hezeed belhen                                               |
| Monténégrin         | Monténégro | Буди спреман                                             |                                                      | |                                                        | Budi Spreman                                                           |
| Népalais            | Népal | तयार होऊ                                                   |                                                      | |                                                        | Tayar Hou                                                              |
| Inuit               | Nunavut | ᐃᔈᓗᐊᖖᓯᓯᒪᐃᓐᓇᓗᑎᑦ                                           |                                                      | |                                                        |                                                                        |
| Niuéen              | Niue | Kia mautali                                              |                                                      | |                                                        |                                                                        |
| Norvégien           | Norvège | Vær Beredt!, réponse Alltid Beredt!                      |                                                      | | Sois prêt !, réponse Toujours prêt !                   |                                                                        |
| Papiamento          | Aruba, Bonaire, Curaçao | Wees Bereid                                              |                                                      | Sea prepará! |                                                        |                                                                        |
| Pashto              | Afghanistan | تیار اوسی                                                |                                                      | | Attention                                              | Tayar Osay                                                             |
| Persan              | Iran | آماده باش                                                |                                                      | |                                                        | Aamaadeh Baash!                                                        |
| Polonais            | Pologne | Czuwaj!                                                  |                                                      | | Sois vigilant !(veille)                                |                                                                        |
| Portugais           | Angola, Brésil, Cape Verde, Guinée-Bissau, Mozambique, Portugal, Sao Tomé-et-Principe | Sempre alerta!                                           | Semper parata!                                       | | Toujours alerte !                                      |                                                                        |
| Roumain             | Moldavie, Roumanie | Gata Oricând                                             |                                                      | Fii Pregatit(a)! en Roumanie | Toujours prêt                                          |                                                                        |
| Romanche            | Suisse | Adina Pronto!                                            | Adina Pronta!                                        | |                                                        |                                                                        |
| Russe               | Russie | Будь готов!                                              | Будь готова!                                         | |                                                        | Bud' gotov                                                             |
| Sakha               | Iakoutie (Russie) | Бэлэм буол!                                              | Бэлэм буол!                                          | |                                                        | Belem Buol                                                             |
| Samoan              | Samoa américaines, Samoa | Sauniuni                                                 |                                                      | |                                                        |                                                                        |
| Serbe               | Serbie | Буди спреман                                             |                                                      | |                                                        |                                                                        |
| Cingalais           | Sri Lanka | සූදානම්ව!                                                   |                                                      | |                                                        | Sudhanamva                                                             |
| Slovaque            | Slovaquie | Buď Pripravený                                           |                                                      | |                                                        |                                                                        |
| Slovène             | Slovénie | Bodi pripravljen!                                        |                                                      | Vedno pripravljen!, Z naravo k boljšemu človeku! | Avec la nature pour devenir meilleur                   |                                                                        |
| Somali              | Djibouti, Somalie | Diyaar Ahaaw                                             |                                                      | |                                                        |                                                                        |
| Sotho du Sud        | Lesotho | Dula O Lokile                                            |                                                      | |                                                        |                                                                        |
| Espagnol            | Argentine, Bolivie, Chili, Colombie, Costa Rica*, Cuba, République dominicaine, Équateur, El Salvador, Guinée équatoriale*, Guatemala*, Honduras, Mexique, Nicaragua, Panama, Paraguay, Pérou, Porto Rico, Espagne, Uruguay, Venezuela                                                                                         | Siempre Listo (para servir*)!                            | Siempre Lista (para servir*)!                        | Bien Preparadas! (Bien préparé) au Mexique; Siempre Activas! (Toujours Actif) iau Nicaragua, Estar Preparadas! (Sois prêt) au Pérou et à Porto Rico | Toujours prêt (à servir)                               |                                                                        |
| Sranan              | Surinam | Sete sete!                                               |                                                      | |                                                        |                                                                        |
| Swahili             | Comores, Kenya, Tanzanie, Ouganda | Uwe Tayari                                               |                                                      | |                                                        |                                                                        |
| Swazi               | Swaziland | Hlala ulungele!                                          |                                                      | |                                                        |                                                                        |
| Suédois             | Suède | Var redo! - Alltid redo!                                 |                                                      | | Sois prêt, Toujours prêt                               |                                                                        |
| Assyrien            | Assyrie | ܡܬܘܼܡ ܥܬܝܼܕܵܐ                                               |                                                      | | Toujours prêt                                          | Mthoom 'teeda!                                                         |
| Tagalog             | Philippines | Laging Handâ!                                            |                                                      | | Toujours prêt !                                        |                                                                        |
| Tahitien            | Polynésie française | Parau ha' amanaora!                                      |                                                      | | Toujours préparé                                       |                                                                        |
| Tamoul              | Sri Lanka | தயார் நிலையில் இரு!                                             |                                                      | |                                                        | Thayaar Nilayil Iru                                                    |
| Tadjik              | Tadjikistan | Тайёр бош                                                |                                                      | Будь готов! |                                                        | Taiyor bosh                                                            |
| Thaï                | Thaïlande | เสียชีพอย่าเสียสัตย์                                           |                                                      | | Mieux vaut mourir que mentir                           | Sia Cheap Ya Sia Sud                                                   |
| Tibétain            | Tibet (République populaire de Chine) | gtan gyi thugs rje                                       |                                                      | |                                                        |                                                                        |
| Tok Pisin           | Papouasie-Nouvelle-Guinée | Stap redi                                                |                                                      | |                                                        |                                                                        |
| Tongan              | Tonga | Toka mateuteu                                            |                                                      | |                                                        |                                                                        |
| Tswana              | Botswana | Nna oi pokoulse!                                         | Nna o ipaakantse!                                    | |                                                        |                                                                        |
| Turc                | Turquie | Daima Hazır!                                             |                                                      | Daima Hazırız!, İzci daima Hazırdır! | Toujours prêt                                          |                                                                        |
| Turkmène            | Turkménistan | Daima Hazır!                                             |                                                      | Daima Hazırız!, Будь готов | Toujours prêt                                          |                                                                        |
| Tuvan               | Tuva | Бэлэн бол!                                               |                                                      | | Deviens prêt                                           | Belen Bol                                                              |
| Ourdou              | Inde, Pakistan | ١ڶمستعد                                                  |                                                      | Teyar raho! | Prêt ou préparé !                                      | Almustaid                                                              |
| Ukrainien           | Ukraine | Будь Готовий!                                            |                                                      | СКОБ! un acronyme pour Сильно! Красно! Обережно! Бистро!                                                                                            | Avec Force! Avec Grâce! Avec Précision! Avec rapidité! | Bud' Hotovyi, Skob                                                     |
| Uyghur              | Xinjiang (République populaire de Chine) | تەييار بول                                               |                                                      | |                                                        | Teyyar Bol                                                             |
| Ouzbek              | Ouzbékistan | Tayyor bo‘l, Тайёр бўл                                   |                                                      | Будь готов |                                                        | Tayor Bol                                                              |
| Vietnamien          | Vietnam | Sắp Sẵn                                                  |                                                      | |                                                        |                                                                        |
| Zarma               | Niger | (Wa) soola                                               |                                                      | | Sois prêt                                              |                                                                        |

## Emprunt par d'autres organisations
Certains organisations n'ayant aucun lien avec le scoutisme, utilisent une devise similaire :
- le Mouvement des pionniers, une organisation liée au communisme.
- la Garde côtière des États-Unis (United States Coast Guard).